# Établissement public d'aménagement du Mantois Seine-Aval
Pour les articles homonymes, voir Seine-Aval (homonymie).
 (octobre 2014).
Si vous disposez d'ouvrages ou d'articles de référence ou si vous connaissez des sites web de qualité traitant du thème abordé ici, merci de compléter l'article en donnant les références utiles à sa vérifiabilité et en les liant à la section « Notes et références ».
L'Établissement public d'aménagement du Mantois Seine Aval (EPAMSA), est un établissement public à caractère industriel et commercial créé en 1996 par décret en Conseil d'État. Initialement chargé du renouvellement urbain du Mantois et de Chanteloup-les-Vignes, il pilote depuis 2008 l'Opération d'Intérêt National (OIN) Seine Aval. Il aménage pour le compte de l’État et des collectivités locales concernées le territoire de Seine Aval, réunissant 51 communes et 2 intercommunalités du Nord des Yvelines, à l'ouest de Paris, de Blaru à Conflans-Sainte-Honorine. Situé sur l'axe stratégique Paris-Normandie, le long de la Seine, l’aménagement de ce territoire est l’un des enjeux du Grand Paris.

## Missions
L'EPAMSA intervient en tant que : 
- directeur de projet de l’Opération d’Intérêt National Seine Aval,
- aménageur pour la construction de 13 000 logements et l’implantation d’entreprises sur 850 000 m²,
- mandataire pour le compte des collectivités,
- acteur du renouvellement urbain,
- investisseur dans la restructuration, la remise sur le marché d’ensemble immobiliers et le développement d’activités économiques.

## Organisation
L’EPAMSA est dirigé par un conseil d’administration qui comprend des représentants des ministères de tutelle et des représentants des collectivités locales.   
Le Conseil d'administration de l'EPAMSA est présidé par Pierre Bédier, Président du Conseil départemental des Yvelines.   
Le directeur général de l'EPAMSA est Emmanuel Mercenier, nommé par arrêté en date du 25 février 2019. 
Le siège de l'EPAMSA est situé au 1 rue de Champagne, à Mantes-la-Jolie.

## Historique
L'EPAMSA a été créé par un décret du 10 avril 1996 afin de piloter le grand projet de ville (GPV) du Mantois. 
Un décret du 10 mai 2007 modifie le statut de l’EPAMSA et lui confie le pilotage de l’Opération d'Intérêt National (OIN) Seine Aval. Son périmètre d’intervention est alors étendu à 51 communes des Yvelines.

## Identité visuelle

Ancien logo.
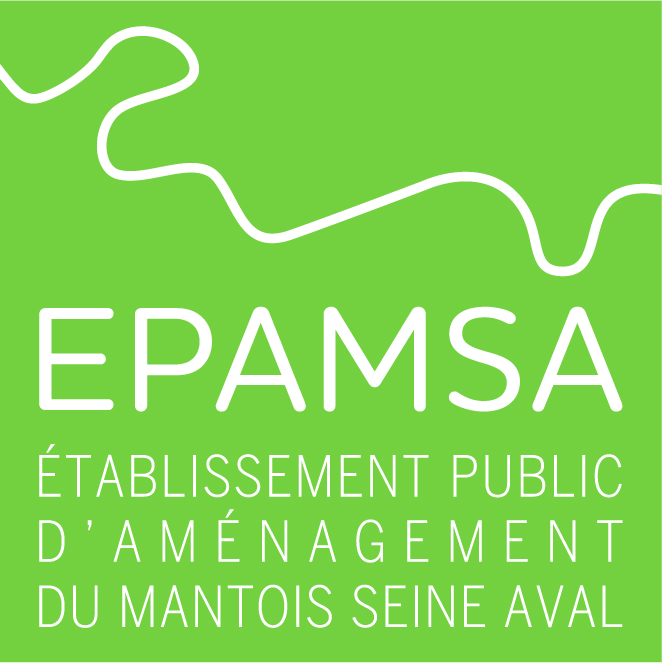
Logo actuel.